# Ataenius vinacoensis
Ataenius vinacoensis är en skalbaggsart som beskrevs av Zdzisława Stebnicka 2006. Ataenius vinacoensis ingår i släktet Ataenius och familjen Aphodiidae. Inga underarter finns listade.